# Beniamin (Puszkar)
Beniamin, imię świeckie Boris Nikołajewicz Puszkar, ros. Борис Николаевич Пушкарь (ur. 8 listopada 1938 w Chorolu) – biskup Rosyjskiego Kościoła Prawosławnego.

## Życiorys
Urodził się w głęboko religijnej rodzinie robotniczej, jednak z powodu braku czynnej cerkwi w miejscu jego urodzenia został ochrzczony dopiero w wieku ośmiu lat. Od 1947 mieszkał razem z rodziną we Władywostoku, gdzie po ukończeniu szkoły średniej podjął pracę w fabryce. Został zwolniony ze służby wojskowej z uwagi na zły stan zdrowia. W 1959 wyjechał do Moskwy na naukę w seminarium duchownym, które ukończył cztery lata później z wyróżniającymi wynikami. W 1967 ukończył z tytułem kandydata nauk teologicznych Moskiewską Akademię Duchowną. Jako stypendysta profesorski został zatrudniony w akademii jako wykładowca historii biblijnej, logiki oraz teologii zasadniczej. W 1976 uzyskał tytuł naukowy docenta.
Decyzję o wstąpieniu do stanu duchownego Boris Puszkar podjął w 1988, po odbyciu pielgrzymki do Ziemi Świętej. W tym samym roku został wyświęcony kolejno na diakona i kapłana. W 1992 otrzymał godność protojereja. W tym samym roku, 12 sierpnia, otrzymał nominację na biskupa władywostockiego i nadmorskiego. W związku z tym 13 września 1992 złożył wieczyste śluby zakonne, przyjmując imię Beniamin na cześć metropolity piotrogrodzkiego i nowomęczennika Beniamina (Kazanskiego). Tydzień później otrzymał godność archimandryty. Dzień później w soborze Objawienia Pańskiego w Moskwie miała miejsce jego chirotonia na biskupa władywostockiego i nadmorskiego, w której jako konsekratorzy wzięli udział patriarcha moskiewski i całej Rusi Aleksy II, metropolita kruticki i kołomieński Juwenaliusz, metropolita wołokołamski i juriewski Pitirim, arcybiskup solnecznogorski Sergiusz, biskup istriński Arseniusz, biskup dmitrowski Filaret oraz biskup podolski Wiktor.
W 2003 podniesiony do godności arcybiskupiej. Zaliczany do konserwatywnego skrzydła w hierarchii Rosyjskiego Kościoła Prawosławnego.
W 2011 został podniesiony do godności metropolity w związku z powstaniem metropolii nadmorskiej.
W 2018 r. odszedł w stan spoczynku.